# المامي سوغوبا
المامي سوغوبا (بالفرنسية: Almamy Sogoba)‏ (13 سبتمبر 1987 باماكو مالي - ) هو لاعب كرة قدم مالي، شارك في كأس الأمم الأفريقية 2012.